# فیلیپ سوچارد
فیلیپ سوچارد (انگلیسی: Philippe Souchard؛ زادهٔ ۲۳ دسامبر ۱۹۷۹) بازیکن فوتبال اهل فرانسه است.